# Аргириаспис
Аргириаспис (лат. Argyriaspis) — род вымерших бесчелюстных позвоночных (остракодерм) из подкласса разнощитковых. Жил в начале девонского периода (лохковский век, 410—420 млн лет назад). Известен по окаменелым панцирям с севера Восточной Сибири (Таймыр и близлежащие регионы)

## Систематика
Аргириаспис принадлежал к надклассу бесчелюстных, классу парноноздрёвых (лат. Pteraspidomorphi), подклассу разнощитковых (Heterostraci), отряду птераспидообразных (Pteraspidiformes), семейству амфиаспидовых (Amphiaspididae). В другой системе его относят к отряду Amphiaspidiformes, семейству Siberiaspididae.
Данный род является монотипическим, то есть представлен только одним видом — Argyriaspis tcherkesovae, описание которого выполнила палеонтолог Л. И. Новицкая в 1971 году. Видовое название дано в честь геолога, палеонтолога и специалиста по брахиоподам Светланы Всеволодовны Черкесовой (р. 1929).

## Описание
Тело этих животных спереди покрывал панцирь, состоящий из спинного и брюшного щита. Он достигает 16—18 см в длину, 11—12 см в ширину и около 0,5 мм в толщину. Спинной щит менее выпуклый, чем брюшной, и не имеет характерного для многих разнощитковых продольного гребня. Панцирь в центральной части покрыт узором из мелких бугорков и канавок, вытянутых вдоль оси тела. По краям щита бугорки исчезают, а канавки расходятся радиально от центра. В толще панциря проходят каналы, а на поверхности — борозды сейсмосенсорной системы (аналог боковой линии рыб). Внутренние каналы (известные только на брюшном щите) соединены в сложную асимметричную сеть. Все элементы панциря прочно срастались. Краевые пластины панциря образовывали направленные в стороны шипы, из-за чего животное выглядело ещё более широким.
Рот находился почти на конце морды. По его бокам располагались глаза — сильно редуцированные и совсем маленькие. Позади глазных отверстий открывались еще одни, вероятно, аналогичные брызгальцам современных скатов и служившие для поддержания процесса дыхания животного в тот момент, когда оно лежало на брюхе и, соответственно, все основные жаберные отверстия были закрыты.

## Образ жизни
Эти животные, вероятнее всего, могли проплывать лишь очень небольшие расстояния. Они, наверное, использовали панцирь как гидродинамическое крыло. Большую часть времени они проводили, полностью зарывшись в донный ил.
Сложная система сенсорных борозд и каналов указывает на то, что в жизни этих животных важную роль играла способность чувствовать движения воды. Возможно, это связано с тем, что они жили на глинистом дне, где вода была очень мутной.